# Suramericano de Natación de 2004 - 4×100 m. Combinado Femenino
La prueba de 4x100 m combinado femenino del campeonato sudamericano de natación de 2004 se realizó el 28 de marzo de 2004, el cuarto y último día de competencias del campeonato.

## Resultados
| Posición | Carril | Nadadoras                                                    | Tiempo   |
| -------- | ------ | ------------------------------------------------------------ | -------- |
| 1        | 4      | Fabiola Molina Mariana Katsuno Ivi Monteiro Rebeca Gusmao    | 4:16.16. |
| 2        | 6      | Fátima Valderrama Valeria Silva María del Águila María Wong  | 4:28.65. |
| 3        | 3      | Francy Palma Corina Goncalvez María Rodríguez Diana López    | 4:28.89. |
| 4        | 7      | Nicole Mármol Toledo Yamile Bahamonde Sofia Salazar          | 4:40.07. |
| 5        | 1      | Serrana Fernández López Daveza ?                             | 4:43.93. |
|          | 5      | Soledad Vago Javiera Salcedo Georgina Bardach Manuela Morano | DES      |
|          | 2      | Laura Gómez Monica Álvarez Vanessa Dueñas Paola Duguet       | DES      |